# Fundusz Wydawnictw Niezależnych
Fundusz Wydawnictw Niezależnych – struktura wspomagająca wydawnictwa podziemne w Polsce w drugiej połowie lat osiemdziesiątych XX wieku.
Fundusz powstał jesienią 1985 z inicjatywy Grzegorza Boguty przy udziale RKW Regionu Mazowsze i akceptacji krajowej TKK. Fundusz utworzyły warszawskie wydawnictwa Niezależna Oficyna Wydawnicza, CDN, Krąg, Wydawnictwo Przedświt, Wydawnictwo Społeczne KOS oraz krakowska Oficyna Literacka. W 1988 do konsorcjum przystąpiła Inicjatywa Wydawnicza Aspekt i Wydawnictwo Grup Politycznych Wola, zaś w 1989 wydawnictwa Myśl, Pokolenie i PoMost (w miejsce Kręgu i KOS).  Komunikaty i oświadczenia Funduszu publikowane był w organie Konsorcjum – „Informatorze Międzywydawniczym”, a także innych tytułach prasy podziemnej. Fundusz zakończył działalność w 1989.
Celem powstania funduszu było uniezależnienie pomocy dla wydawnictw od struktur Solidarności. Po powstaniu funduszu o rozdziale środków w kraju decydowało Konsorcjum Wydawnictw Niezależnych. Konsorcjum złożone było z firm założycielskich, a jego skład był weryfikowany corocznie na podstawie wielkości produkcji książek. Działalność Konsorcjum nadzorowała Społeczna Rada Wydawnictw Niezależnych (przyjmowane sprawozdań finansowych, akceptowanie zmian w składzie). Pomoc dla wydawnictw organizowali lub wspierali m.in. Mirosław Chojecki, Marian Kaleta, Jerzy Giedroyc (przekazał ok. 7-9 tys. dolarów), Irena Lasota (przedstawiciel zagraniczny).
W latach 1985–1989 na konto Funduszu przekazano ponad 380 tys. dolarów amerykańskich. Część publikacji była też wspierana m.in. w zakresie honorariów autorskich i translatorskich przez Fundusz Pomocy Niezależnej Literaturze i Nauce Polskiej w Paryżu, organizację Solidarité France-Pologne oraz Porozumienie OKN-o (Oświata, Kultura, Nauka).
Oprócz wsparcia finansowego Fundusz promował również zasady etyczne, jak poszanowanie praw autorskich i wydawniczych oraz wypłacanie honorariów. Fundusz ustalił też maksymalne koszty druku jednej strony, które podawane były na okładkach książek wydawanych przez członków Konsorcjum.